# أنابينة رخوة
أنابينة رخوة (الاسم العلمي: Anabaena laxa) هي نوع من البكتيريا تتبع جنس الأنابينة من الفصيلة النوستكية.